# Jokin Aranburu
Jokin Aranburu Arruti, né le 14 février 1997 à Zarautz, est un coureur cycliste espagnol. Il est professionnel de 2019 à 2021.

## Biographie
Durant sa carrière amateur, Jokin Aranburu concilie la compétition avec des études en physiothérapie à l'université du Pays basque, afin d'obtenir un diplôme de kinésithérapeute. 
Chez les juniors (moins de 19 ans), il se distingue sur piste en devenant champion d'Espagne de vitesse par équipes en 2014 et champion d'Espagne du kilomètre en 2015. Il s'illustre ensuite sur route en obtenant deux victoires et diverses places entre 2016 et 2018 chez les amateurs, principalement au Pays basque. Après ses performances, il passe professionnel en 2019 au sein de l'équipe de la Fundación Euskadi. 
Non-prolongé par son équipe Euskaltel-Euskadi, il met un terme à sa carrière en 2022, à 24 ans.

## Palmarès sur route
- 2016
  - 3e du Circuito Aiala
- 2017
  - San Roman Saria
  - 2e de l'Oñati Proba
- 2018
  - 3e étape de la Bizkaia 3E
  - 2e de la Bizkaia 3E
  - 3e de l'Antzuola Saria

## Palmarès sur piste

### Championnats d'Espagne
- 2014
  -  Champion d'Espagne de vitesse par équipes juniors (avec Aratz Olaizola et Onditz Urruzmendi)
  - 2e du scratch juniors
  - 2e de la poursuite par équipes juniors
  - 3e du kilomètre juniors
- 2015
  -  Champion d'Espagne du kilomètre juniors
  - 2e de l'américaine juniors
  - 3e de la vitesse par équipes juniors
  - 3e du scratch juniors